# Dieffenbachia standleyi
Dieffenbachia standleyi är en kallaväxtart som beskrevs av Thomas Bernard Croat. Dieffenbachia standleyi ingår i släktet prickbladssläktet, och familjen kallaväxter. Inga underarter finns listade.